# 尼罗 (DC漫画)
尼罗（英語：Nero）是一个由DC漫画出版的反派虚拟人物，首次出现于《绿光戰警 第三卷 #132》（2001年），由贾德·威尼克和达利尔·班克斯所创作。

## 历史
尼罗是一个有破坏性且精神失常的艺术家，被科沃德世界的人授予了与辛尼斯特罗拥有的相类似的黄光能量戒指。
在精神病院的期间，他接受了关于许多精神问题的治疗，如：精神分裂症、偏执狂想症和极端思想问题。
尼罗宣称他的父母是虐待狂，但考虑到他的心理状态，此说法的真实性值得怀疑。
尼罗是第二个被科沃德人赋予黄光戒指以对付凯尔·雷纳的人，而第一个是Fatality。
为了找一个具有与凯尔·雷纳同样的想象力和艺术天赋的人，他们选中了尼罗，一个在疯人院中具有暴力和黑暗阴影的人。
尼罗一角色是作为凯尔·雷纳的宿敌被设计出来的，他们都是艺术家且具有无限的想象力。
他逃离疯人院后被艾伦·斯科特和凯尔·雷纳拦截，一场战斗随后发生。
艾伦·斯科特被尼罗打成了重伤，迫使凯尔·雷纳撤退，并请求正义联盟的援助。
考虑到尼罗的戒指是宇宙中最有力的武器之一，并且他的疯狂会使他陷入下一轮的深渊，因此凯尔·雷纳请求正义联盟阻止并干掉尼罗。
而正义联盟拒绝了他的请求，但他们发现无法在小规模的周旋中阻止尼罗。
最后，闪电侠发现了一盒关于尼罗父母的录音带，凯尔·雷纳播放了这卷录影带，使他受到惊吓而恐惧，最后导致了尼罗的失败。
当剩余在太阳中的Oa星球中央动力能源被发现后（该能量是在《最后一夜》事件中，哈尔·乔丹重新点燃太阳时遗留在那里的），尼罗很快又卷土重来。
此时凯尔·雷纳和尼罗双方的超能力水平比起上次交手都大大的提高了，他们在空间发动了一场战争：看谁能索取到能量。
凯尔·雷纳终于打败了尼罗（这是他第一次成为离子侠）。通常认为尼罗是被科沃德人从疯人院里解救出来的。
在大反派极端人抓住并关押所有超能力者、使他们洗脑成为极端人的私人军队时，尼罗亦在其中。

### 一年以后
阿历克斯·尼罗再次登场。他在之前的故事中乔装成凯尔·雷纳在宇宙中屠杀生灵，被前来追查的哈尔·乔丹发现了真实身份。
在《离子 #5》中，与哈尔·乔丹、凯尔·雷纳交战后，尼罗由于招支不住离子强大力量的打击而失去知觉。在此之前他透露，他被一未知团体强迫乔装妆成离子侠。
凯尔·雷纳带着尼罗前往Oa星球，向监护者寻求答案。然而，当尼罗被监护者们唤醒时，他似乎自发地释放了大量的能源，就像发生爆炸一样。尼罗被监护者们关押了起来，仍然是精神极不稳定但已恢复意识。
尼罗称他仍无法说出他神秘的幕后指使的姓名。监护者们证实，该幕后指使已经将有关此神秘集团的所有信息从尼罗的大脑中删除了。
在辛尼斯特罗军团攻击Oa星球时，尼罗连同至尊小超人等人被从sciencell中释放。
他独自逃走并躲藏起来，直至多日后在Oa星球附近碰到了凯尔·雷纳和新成为离子侠的索达姆·亚特。
战斗中，之前操纵尼罗模仿凯尔·雷纳的幕后黑手真实身份被证实为辛尼斯特罗军团。
凯尔·雷纳和索达姆·亚特并肩作战，最终制服了疯狂的艺术家尼罗，并将其重新关入sciencell。尼罗虽然拥有黄光能量戒指，但并非辛尼斯特罗军团的成员。

## 超能力
与绿灯侠的戒指相似，尼罗能够制造黄色的固体能量团并使用意志使戒指控制它的形状。尼罗的精神病有助他使用自己原始的想象力，创造出很多很复杂的结构，包括凯尔·雷纳在内的很多绿灯侠都相形见绌。凯尔·雷纳曾向正义联盟暗示，他的能量戒指可以分裂原子并且导致核爆炸；尼罗的能量戒指也有相同的能力。